# ویکی‌پدیای مازندرانی
ویکی‌پدیای مازندرانی یا ویکی‌پدیای طبری (به مازندرانی: مازرونی ویکی‌پدیا/ تبری ویکی‌پدیا) نسخهٔ مازندرانیِ دانشنامهٔ آزاد ویکی‌پدیا است. این نسخه در آذر ۱۳۸۵ خورشیدی ایجاد شده‌است.
ویکی‌پدیای مازندرانی، هم‌اکنون ۲۶ مارس ۲۰۲۵ میلادی، ۴۰٬۸۶۲ کاربرِ ثبت‌نام‌کرده، ۳ مدیر، و ۵۰٬۶۰۹ مقاله دارد.